# 낙엽농발거미
낙엽농발거미(학명: Sinopoda forcipata)는 거미목 농발거미과 별농발거미속에 속하는 농발거미의 일종으로, 페르디난트 카르시가 1881년 기재했다. 몸길이는 암컷이 14.5~16.5mm, 수컷이 12.0~14.0mm로 암컷이 더 크다. 주로 지면에 붙어 살거나 돌 틈새 사이를 쏘다니며, 동아시아에 널리 분포한다.